# Eleições estaduais em Santa Catarina em 1958
As eleições estaduais em Santa Catarina em 1958 ocorreram em 3 de outubro como parte das eleições no Distrito Federal, em 20 estados e nos territórios federais do Acre, Amapá, Rondônia e Roraima. Num pleito impactado pelo acidente aéreo de 16 de junho, foram eleitos o senador Irineu Bornhausen, além de 10 deputados federais e 41 deputados estaduais.
Em 16 de junho de 1958, um Convair 440 prefixo PP-CEP da Cruzeiro do Sul sobrevoava São José dos Pinhais (onde situa-se o Aeroporto Internacional de Curitiba) sob chuva intensa e forte ventania após uma viagem iniciada em Porto Alegre. Devido ao mau tempo, as condições de pouso não eram ideais e a aeronave sobrevoou a cidade antes de dirigir-se a uma área aberta onde o avião chocou-se contra uma araucária localizada numa elevação do terreno, detalhe ignorado ante as más condições de visibilidade, danificou uma asa, perdeu o controle e chocou-se contra o solo partindo-se em dois. Dentre os mortos, estavam o governador Jorge Lacerda, o senador Nereu Ramos, o deputado Leoberto Leal. Consumado o infausto acontecimento, Heriberto Hülse assumiu o governo catarinense e os parlamentares mortos foram substituídos pelos respectivos suplentes.
Descendente de italianos que imigraram para o Brasil, Francisco Gallotti nasceu Tijucas, graduou-se em Engenharia Civil pela Universidade Federal do Rio de Janeiro em 1919 e advogado na Universidade Federal Fluminense em 1936. Funcionário público, trabalhou em portos de Alagoas, Ceará, Pará, Rio de Janeiro, Rio Grande do Norte, Rio Grande do Sul, Santa Catarina, São Paulo e na administração do porto da cidade do Rio de Janeiro em 1942. Jornalista, figurou como suplente de deputado federal pelo PSD do antigo Distrito Federal em 1945. Diretor do Departamento Nacional de Obras Contra as Secas (DNOCS) no governo Eurico Gaspar Dutra, afastou-se para retornar a Santa Catarina, pois como Nereu Ramos fora eleito vice-presidente da República pela Assembleia Nacional Constituinte sob a égide da Constituição de 1946, os catarinenses escolheram dois senadores em 1947, e como Francisco Gallotti foi o mais votado, recebeu um mandato de oito anos no lugar de Nereu Ramos. Suplente do referido político em 1954, perdeu para Jorge Lacerda a eleição para o governo estadual em 1955, mas exerceu o mandato de senador quando o titular foi ministro da Justiça no governo Juscelino Kubitschek, sendo efetivado devido a morte de Ramos num acidente aéreo na cidade paranaense de São José dos Pinhais a 16 de junho de 1958.
Natural de Itajaí, o banqueiro Irineu Bornhausen trabalhou na Companhia Nacional de Navegação como despachante aduaneiro, estabelecendo-se a seguir nas profissões de comerciante e industrial. Em 1923 e 1927 foi eleito vereador em Itajaí, ascendendo à presidência da Câmara Municipal. Impedido pela Revolução de 1930 de assumir como prefeito após vencer as eleições naquele ano, foi eleito para o mesmo cargo em 1936, renunciando ao mandato após três anos, quando o país já vivia sob o Estado Novo. Cunhado de Adolfo Konder e Vítor Konder, pertenceu ao Partido Republicano Catarinense em tempos idos. Ingressou na UDN em 1945 e presidiu o diretório estadual mais de uma vez. Derrotado por Aderbal Ramos da Silva ao lutar pelo governo catarinense em 1947, venceu em 1950, sendo eleito senador em 1958 ao impedir a recondução de Gomes de Oliveira.

## Resultado da eleição para senador
Os números a seguir têm por fonte os arquivos do Tribunal Superior Eleitoral e do Tribunal Regional Eleitoral de Santa Catarina. Houve 18.386 votos em branco e 12.340 votos nulos.
| Candidatos a senador da República | Candidatos a suplente de senador | Número | Coligação           | Votação | Percentual |
| --------------------------------- | -------------------------------- | ------ | ------------------- | ------- | ---------- |
| Irineu Bornhausen UDN             | Ver abaixo -                     | -      | UDN (sem coligação) | 216.775 | 46,78%     |
| Celso Ramos PSD                   | Ver abaixo -                     | -      | PSD (em sublegenda) | 190.993 | 41,22%     |
| Gomes de Oliveira PTB             | Ver abaixo -                     | -      | PTB (em sublegenda) | 55.556  | 12,00%     |

## Resultado da eleição para suplente de senador
Os números a seguir têm por fonte os arquivos do Tribunal Superior Eleitoral e do Tribunal Regional Eleitoral de Santa Catarina. Houve 50.744 votos em branco e 9.555 votos nulos.
| Candidatos a senador da República | Candidatos a suplente de senador | Número | Coligação           | Votação | Percentual |
| --------------------------------- | -------------------------------- | ------ | ------------------- | ------- | ---------- |
| Ver acima -                       | Brasílio Celestino UDN           | -      | UDN (sem coligação) | 193.786 | 44,67%     |
| Ver acima -                       | Jade Magalhães PSD               | -      | PSD (em sublegenda) | 191.819 | 44,22%     |
| Ver acima -                       | Telmo Vieira Ribeiro PTB         | -      | PTB (em sublegenda) | 48.146  | 11,09%     |

## Deputados federais eleitos
São relacionados os candidatos eleitos com informações complementares da Câmara dos Deputados.

Representação eleita
  PSD: 5
  UDN: 4
  PTB: 1

| Deputados federais eleitos  | Partido | Votação | Percentual | Cidade onde nasceu   | Unidade federativa | Anotações  |
| Osmar Cunha                 | PSD     | 45.911  |            | Florianópolis        | Santa Catarina     |            |
| Aroldo Carneiro de Carvalho | UDN     | 39.686  |            | Canoinhas            | Santa Catarina     |            |
| Antônio Carlos Konder Reis  | UDN     | 39.174  |            | Itajaí               | Santa Catarina     |            |
| Joaquim Ramos               | PSD     | 30.791  |            | Lages                | Santa Catarina     |            |
| Atílio Fontana              | PSD     | 29.694  |            | Santa Maria          | Rio Grande do Sul  |            |
| Doutel de Andrade           | PTB     | 28.217  |            | Rio de Janeiro       | Rio de Janeiro     | [ nota 4 ] |
| Elias Adaime                | PSD     | 24.786  |            | São Francisco do Sul | Santa Catarina     |            |
| Lenoir Vargas               | PSD     | 20.116  |            | Tupanciretã          | Rio Grande do Sul  |            |
| Lauro Carneiro de Loyola    | UDN     | 15.253  |            | Paranaguá            | Paraná             |            |
| Wanderley Júnior            | UDN     | 13.746  |            | Curitiba             | Paraná             | [ nota 5 ] |
| Fonte:                      |         |         |            |                      |                    |            |

## Deputados estaduais eleitos
Deputados eleitos para a Assembleia Legislativa de Santa Catarina. (41 vagas)

Representação eleita
  UDN: 16
  PSD: 15
  PTB: 6
  PSP: 2
  PDC: 1
  PRP: 1

| Deputados estaduais eleitos | Partido | Votação | Percentual | Cidade onde nasceu       | Unidade federativa |
| Eduardo Lins                | UDN     | 12.047  | 2,60%      | Itajaí                   | Santa Catarina     |
| Ruy Hülse                   | UDN     | 9.272   | 2,00%      | Criciúma                 | Santa Catarina     |
| Albino Zeni                 | UDN     | 7.654   | 1,65%      | Piraquara                | Paraná             |
| Orlando Bertoli             | PSD     | 7.377   | 1,59%      | Rio do Sul               | Santa Catarina     |
| Waldemar Salles             | PSD     | 6.850   | 1,47%      | Tubarão                  | Santa Catarina     |
| Dario Geraldo Salles        | UDN     | 6.803   | 1,46%      | São Sebastião do Paraíso | Minas Gerais       |
| José Bittencourt            | PSD     | 6.757   | 1,45%      | Salvador                 | Bahia              |
| Mário Olinger               | UDN     | 6.713   | 1,44%      | Brusque                  | Santa Catarina     |
| Afonso Ghizzo               | UDN     | 6.126   | 1,32%      | Tubarão                  | Santa Catarina     |
| Laerte Ramos Vieira         | UDN     | 6.126   | 1,32%      | Lages                    | Santa Catarina     |
| Walter Vicente Gomes        | PSD     | 5.882   | 1,26%      | São João Batista         | Santa Catarina     |
| Pedro Zimmermann            | PSD     | 5.877   | 1,26%      | Gaspar                   | Santa Catarina     |
| João Estivalet              | PSD     | 5.758   | 1,24%      | Passo Fundo              | Rio Grande do Sul  |
| Walter Roussenq             | PTB     | 5.682   | 1,22%      | Rio do Sul               | Santa Catarina     |
| Ivo Silveira                | PSD     | 5.535   | 1,19%      | Palhoça                  | Santa Catarina     |
| José Gonçalves              | PSD     | 5.516   | 1,19%      | Canoinhas                | Santa Catarina     |
| Osni de Medeiros Régis      | PSD     | 5.508   | 1,18%      | Florianópolis            | Santa Catarina     |
| Tupy Barreto                | UDN     | 5.383   | 1,16%      | Joinville                | Santa Catarina     |
| Mário Brusa                 | UDN     | 5.318   | 1,14%      | Getúlio Vargas           | Rio Grande do Sul  |
| Romeu Sebastião Neves       | UDN     | 5.306   | 1,14%      | Lages                    | Santa Catarina     |
| Evaldo Amaral               | UDN     | 5.252   | 1,13%      | Lages                    | Santa Catarina     |
| Elgydio Lunardi             | PSD     | 5.192   | 1,12%      | Veranópolis              | Rio Grande do Sul  |
| Lecian Slovinski            | PSD     | 5.192   | 1,12%      | Cocal do Sul             | Santa Catarina     |
| José Waldomiro Silva        | UDN     | 5.189   | 1,11%      | Campos Novos             | Santa Catarina     |
| Ivo Montenegro              | PSD     | 5.109   | 1,11%      | São José                 | Santa Catarina     |
| Ademar Ghisi                | UDN     | 5.107   | 1,10%      | Braço do Norte           | Santa Catarina     |
| Antônio Gomes de Almeida    | PSD     | 5.090   | 1,09%      | Campos Novos             | Santa Catarina     |
| Frederico Küerten           | UDN     | 4.895   | 1,05%      | Braço do Norte           | Santa Catarina     |
| Francisco Canziani          | UDN     | 4.726   | 1,02%      | Curitiba                 | Paraná             |
| Benedito Carvalho Júnior    | UDN     | 4.657   | 1,00%      | Rio Negro                | Paraná             |
| Manoel de Menezes           | PSP     | 4.501   | 0,97%      | Lauro Müller             | Santa Catarina     |
| Oscar da Nova               | PSD     | 4.455   | 0,96%      | Jaraguá do Sul           | Santa Catarina     |
| Augusto Bresola             | PSD     | 4.377   | 0,94%      | Taquara                  | Rio Grande do Sul  |
| Evilásio Caon               | PTB     | 4.297   | 0,92%      | Vacaria                  | Rio Grande do Sul  |
| Agostinho Mignoni           | PTB     | 3.760   | 0,81%      | Veranópolis              | Rio Grande do Sul  |
| Rubens Nazareno Neves       | PDC     | 3.642   | 0,78%      | Lages                    | Santa Catarina     |
| Walmor de Oliveira          | PTB     | 3.627   | 0,78%      | Laguna                   | Santa Catarina     |
| Brás Joaquim Alves          | PTB     | 3.542   | 0,76%      | Brusque                  | Santa Catarina     |
| Paulino Búrigo              | PTB     | 3.458   | 0,74%      | Cocal do Sul             | Santa Catarina     |
| Volney Collaço              | PSP     | 3.450   | 0,74%      | Tubarão                  | Santa Catarina     |
| Querino Alfredo Flach       | PRP     | 2.501   | 0,53%      | Montenegro               | Rio Grande do Sul  |
| Fonte:                      |         |         |            |                          |                    |